# Ivo Hentschel
Ivo Hentschel (* 1976 in Ostfildern) ist ein deutscher Dirigent und Pianist.

## Werdegang
Hentschel studierte von 1996 bis 2003 Klavier an der Staatlichen Hochschule für Musik und Darstellende Kunst Mannheim bei Michael Hauber und daneben Violoncello bei Reimund Korupp. Von 2001 bis 2006 absolvierte er ein Dirigierstudium an der Musikhochschule Mannheim bei Klaus Eisenmann und Georg Grün. Er besuchte Meisterkurse für Klavier u. a. bei Jewgeni Malinin, Andrzej Jasiński und Thérèse Dussaut und für Dirigieren bei Michael Dittrich, Colin Metters, Jorma Panula, Gunter Kahlert, Thomas Ungar, Wolf-Dieter Hauschild  und Jac van Steen. Seit 2005 ist er Stipendiat des Dirigentenforums des Deutschen Musikrates.

## Künstlerisches Wirken als Dirigent
2001 debütierte Hentschel als Operndirigent bei den Heidelberger Schlossfestspielen. 2003 wurde er Assistent beim Stamitz-Orchester Mannheim. Seit 2004 ist er musikalischer Leiter am Jungen Musiktheater Hamburg, an dem er  u. a. Wagners Ring des Nibelungen in einer eigenen Kinderfassung und  Strauss’ Fledermaus aufführte. Seit 2004 ist er als stellvertretender musikalischer Leiter, Korrepetitor und Dirigent bei den Schlossfestspielen Zwingenberg aktiv.
Daneben unterrichtet er seit 2000 an der Städtischen Musikschule Viernheim und ist musikalischer Leiter und Dirigent des Orchesters der vhs Heidelberg.

## Auszeichnungen
- 1995: 1. Preis beim Mattaes-Klavierwettbewerb Stuttgart
- 1998:	2. Preis beim Beethoven-Klaviertrio-Wettbewerb der Baden-Württembergischen Musikhochschulen (Wolfgang-Hofmann-Stiftung)
- 2001:	Kulturpreisträger der SAP und der Stadt Walldorf
- 2005:	Aufnahme in das Dirigentenforum des Deutschen Musikrats nach gewonnenem Wettbewerb mit den Nürnberger Sinfonikern
- 2006:	Preisträger des 3. internationalen Jorma-Panula-Dirigierwettbewerbs in Vaasa/Finnland[1]